# XTR (алгоритм)
XTR (скорочення від ECSTR — «Efficient and Compact Subgroup Trace Representation») — алгоритм шифрування з відкритим ключем, який базується на обчислювальній складності задачі дискретного логарифмування. Перевагами цього алгоритму перед іншими, що використовують цю ідею, є більша швидкість і менший розмір ключа.
Алгоритм використовує генератор {\displaystyle g} відносно малої підгрупи порядку {\displaystyle q} ({\displaystyle q} — просте) підгрупи {\displaystyle GF(p^{6})^{*}}. За правильного вибору {\displaystyle q}, дискретне логарифмування в групі, породженій {\displaystyle g}, має таку ж обчислювальну складність, що й у {\displaystyle GF(p^{6})^{*}}. XTR використовує арифметику {\displaystyle GF(p^{2})} замість {\displaystyle GF(p^{6})}, забезпечуючи таку ж захищеність, але з меншими витратами на обчислення і передавання даних.

## Теоретична основа XTR
Алгоритм працює в скінченному полі {\displaystyle GF(p^{6})}. Розглянемо групу порядку {\displaystyle p^{2}-p+1}, і її підгрупу порядку q, де p — просте число, таке, що інше досить велике просте число q є дільником {\displaystyle p^{2}-p+1}. Група порядку q називається XTR-підгрупою. Ця циклічна група {\displaystyle \langle g\rangle } є підгрупою {\displaystyle GF(p^{6})^{*}} і має генератор g.

### Арифметичні операції вGF(p2){\displaystyle GF(p^{2})}
Нехай p — просте число, таке, що p ≡ 2 mod 3, а p 2 — p + 1 ділиться на досить велике просте q. Оскільки p 2 ≡ 1 mod 3, p породжує {\displaystyle (\mathbb {Z} /3\mathbb {Z} )^{*}}. Таким чином, коловий многочлен[прояснити] {\displaystyle \Phi _{3}(x)=x^{2}+x+1} є таким, що не переводиться в {\displaystyle GF(p)}. Отже, корені {\displaystyle \alpha } і {\displaystyle \alpha ^{p}} утворюють оптимальний нормальний базис {\displaystyle GF(p^{2})} над {\displaystyle GF(p)} і
{\displaystyle GF(p^{2})\cong \{x_{1}\alpha +x_{2}\alpha ^{p}:x_{1},x_{2}\in GF(p)\}.}
З урахуванням p ≡ 2 mod 3:
{\displaystyle GF(p^{2})\cong \{y_{1}\alpha +y_{2}\alpha ^{2}:\alpha ^{2}+\alpha +1=0,y_{1},y_{2}\in GF(p)\}.}
Лема. Вартість арифметичних операцій така:
- Обчислення xp не вимагає множення
- Обчислення x2 вимагає двох операцій множення в {\displaystyle GF(p)}
- Обчислення xy вимагає трьох операцій множення в {\displaystyle GF(p)}
- Обчислення xz-yzp вимагає чотирьох операцій множення в {\displaystyle GF(p)}.[1]

### Використання слідів вGF(p2){\displaystyle GF(p^{2})}
Елементами, сполученими з {\displaystyle h\in GF(p^{6})} в {\displaystyle GF(p^{2})} є: сам {\displaystyle h,h^{p^{2}}} і {\displaystyle h^{p^{4}}}, а їх сума — слід {\displaystyle h}.
{\displaystyle Tr(h)=h+h^{p^{2}}+h^{p^{4}}.}
Крім того:
{\displaystyle {\begin{aligned}Tr(h)^{p^{2}}&=h^{p^{2}}+h^{p^{4}}+h^{p^{6}}\\&=h+h^{p^{2}}+h^{p^{4}}\\&=Tr(h)\end{aligned}}}
Розглянемо генератор {\displaystyle g} XTR-групи порядку {\displaystyle q}, де {\displaystyle q} — просте число. Оскільки {\displaystyle \langle g\rangle } — підгрупа групи порядку {\displaystyle p^{2}-p+1}, то {\displaystyle q\mid p^{2}-p+1}. Крім того,
{\displaystyle p^{2}=p-1}
і
{\displaystyle p^{4}=(p-1)^{2}=p^{2}-2p+1=-p}.
Таким чином,
{\displaystyle {\begin{aligned}Tr(g)&=g+g^{p^{2}}+g^{p^{4}}\\&=g+g^{p-1}+g^{-p}.\end{aligned}}}
Відзначимо також, що зв'язаним до елементу {\displaystyle g} є {\displaystyle 1}, тобто, {\displaystyle g} має норму рівну 1. Ключовою особливістю XTR є те, що мінімальний многочлен {\displaystyle g} в {\displaystyle GF(p^{2})}
{\displaystyle (x-g)\!\ (x-g^{p-1})(x-g^{-p})}
спрощується до
{\displaystyle x^{3}-Tr(g)\!\ x^{2}+Tr(g)^{p}x-1}
Іншими словами, пов'язані з {\displaystyle g} елементи, як корені мінімального многочлена в {\displaystyle GF(p^{2})}, повністю визначаються слідом {\displaystyle g}. Аналогічні міркування вірні для будь-якого степеня {\displaystyle g}:
{\displaystyle x^{3}-Tr(g^{n})\!\ x^{2}+Tr(g^{n})^{p}x-1}
- цей многочлен визначається слідом {\displaystyle Tr(g^{n})}.
Ідея алгоритму в тому, щоб замінити {\displaystyle g^{n}\in GF(p^{6})} на {\displaystyle Tr(g^{n})\in GF(p^{2})}, тобто обчислювати {\displaystyle Tr(g^{n})} за {\displaystyle Tr(g)} замість {\displaystyle g^{n}} за {\displaystyle g}. Однак для того, щоб метод був ефективним, потрібен спосіб швидко отримувати {\displaystyle Tr(g^{n})} за наявним {\displaystyle Tr(g)}.

### Алгоритм швидкого обчисленняTr(gn){\displaystyle Tr(g^{n})}заTr(g){\displaystyle Tr(g)}[2]
Означення: Для кожного {\displaystyle c} з {\displaystyle GF(p^{2})} визначимо:
{\displaystyle F(c,X)=X^{3}-cX^{2}+c^{p}X-1\in GF(p^{2})[X].}
Означення: Нехай {\displaystyle h_{0},\!\ h_{1},h_{2}} — корені {\displaystyle F(c,X)} в {\displaystyle GF(p^{6})}, а {\displaystyle n\in \mathbb {Z} }. Позначимо:
{\displaystyle c_{n}=h_{0}^{n}+h_{1}^{n}+h_{2}^{n}.}
Властивості {\displaystyle c_{n}} і {\displaystyle F(c,X)} :
1. {\displaystyle c=c_{1}}
2. {\displaystyle c_{-n}=c_{np}=c_{n}^{p}}
3. {\displaystyle c_{n}\in GF(p^{2})} для {\displaystyle n\in \mathbb {Z} }
4. {\displaystyle c_{u+v}=c_{u}c_{v}-c_{v}^{p}c_{u-v}+c_{u-2v}} для {\displaystyle u,v\in \mathbb {Z} }
5. або всі {\displaystyle h_{j}} мають порядок, який є дільником {\displaystyle p^{2}-p+1} і {\displaystyle >3}, або всі {\displaystyle h_{j}} — в полі {\displaystyle GF(p^{2})}. Зокрема, {\displaystyle F(c,X)} — є таким, що не переводиться тоді і тільки тоді, коли його корені мають порядок, який є дільником {\displaystyle p^{2}-p+1} і {\displaystyle >3}.
6. {\displaystyle F(c,X)} звідне в полі {\displaystyle GF(p^{2})} тоді і тільки тоді, коли {\displaystyle c_{p+1}\in GF(p)}

Лема: Нехай дано {\displaystyle c,\!\ c_{n-1},c_{n},c_{n+1}}.
1. обчислення {\displaystyle c_{2n}=c_{n}^{2}-2c_{n}^{p}} вимагає двох операцій множення в полі {\displaystyle GF(p)}.
2. обчислення {\displaystyle c_{n+2}=c_{n+1}\cdot c-c^{p}\cdot c_{n}+c_{n-1}} вимагає чотирьох операцій множення в полі {\displaystyle GF(p)}.
3. обчислення {\displaystyle c_{2n-1}=c_{n-1}\cdot c_{n}-c^{p}\cdot c_{n}^{p}+c_{n+1}^{p}} вимагає чотирьох операцій множення в полі {\displaystyle GF(p)}.
4. обчислення {\displaystyle c_{2n+1}=c_{n+1}\cdot c_{n}-c\cdot c_{n}^{p}+c_{n-1}^{p}} вимагає чотирьох операцій множення в полі {\displaystyle GF(p)}.

Визначення: Нехай {\displaystyle S_{n}(c)=(c_{n-1},c_{n},c_{n+1})\in GF(p^{2})^{3}}.

### Алгоритм для обчисленняSn(c){\displaystyle S_{n}(c)}при заданихn{\displaystyle n}іc{\displaystyle c}
- Якщо {\displaystyle n<0}, то алгоритм застосовується для {\displaystyle -n} і {\displaystyle c}, потім використовується властивість 2 для отримання кінцевого результату.
- Якщо {\displaystyle n=0}, {\displaystyle S_{0}(c)\!\ =(c^{p},3,c)}.
- Якщо {\displaystyle n=1}, {\displaystyle S_{1}(c)\!\ =(3,c,c^{2}-2c^{p})}.
- Якщо {\displaystyle n=2}, скористаємося виразами для {\displaystyle c_{n+2}=c_{n+1}\cdot c-c^{p}\cdot c_{n}+c_{n-1}} і {\displaystyle S_{1}(c)}, щоб знайти {\displaystyle c_{3}} і відповідно, {\displaystyle S_{2}(c)}.
- Якщо {\displaystyle n>2}, щоб обчислити {\displaystyle S_{n}(c)}, введемо

{\displaystyle {\bar {S}}_{i}(c)=S_{2i+1}(c)}
і {\displaystyle {\bar {m}}=n} якщо {\displaystyle n} непарне і {\displaystyle {\bar {m}}=n-1} якщо парне. Покладемо {\displaystyle {\bar {m}}=2m+1,k=1} і знайдемо {\displaystyle {\bar {S}}_{k}(c)=S_{3}(c)}, використовуючи твердження, і {\displaystyle S_{2}(c)}. Нехай, надалі,
{\displaystyle m=\sum _{j=0}^{r}m_{j}2^{j}}
де {\displaystyle m_{j}\in {0,1}} і {\displaystyle m_{r}=1}. Для {\displaystyle j=r-1,r-2,...,0} послідовно виконаємо таке:
- Якщо {\displaystyle m_{j}=0}, скористаємося {\displaystyle {\bar {S}}_{k}(c)} щоб знайти {\displaystyle {\bar {S}}_{2k}(c)}.
- Якщо {\displaystyle m_{j}=1}, скористаємося {\displaystyle {\bar {S}}_{k}(c)} щоб знайти {\displaystyle {\bar {S}}_{2k+1}(c)}.
- Замінимо {\displaystyle k} на {\displaystyle 2k+m_{j}}.

По завершенні ітерацій, {\displaystyle k=m}, а {\displaystyle S_{\bar {m}}(c)={\bar {S}}_{m}(c)}. Якщо n — парне, скористаємося {\displaystyle S_{\bar {m}}(c)} щоб знайти {\displaystyle {\bar {S}}_{m+1}(c)}.

## Вибір параметрів

### Вибір поля і розміру підгрупи
Щоб скористатися перевагами подання елементів груп у вигляді їх слідів і забезпечити достатню захищеність даних, необхідно знайти прості {\displaystyle p} і {\displaystyle q}, де {\displaystyle p} — характеристика поля {\displaystyle GF(p^{6})}, причому {\displaystyle p\equiv 2\ {\text{mod}}\ 3}, а {\displaystyle q} — розмір підгрупи і дільник {\displaystyle p^{2}-p+1}. Позначимо як {\displaystyle P} і {\displaystyle Q} розміри {\displaystyle p} і {\displaystyle q} в бітах. Щоб досягти рівня безпеки, який надає, наприклад, RSA з довжиною ключа 1024 біти, потрібно вибрати {\displaystyle P} таким, що {\displaystyle 6P>1024}, тобто {\displaystyle P\approx 170} а {\displaystyle Q} може бути близько 160. Перший алгоритм, який дозволяє обчислити такі прості {\displaystyle p} і {\displaystyle q} — Алгоритм А.
Алгоритм А
1. Знайдемо {\displaystyle r\in \mathbb {Z} } таке, що число {\displaystyle q=r^{2}-r+1} — просте число довжиною в {\displaystyle Q} біт.
2. Знайдемо {\displaystyle k\in \mathbb {Z} } таке, що число {\displaystyle p=r+k\cdot q} — просте довжиною {\displaystyle P} біт, а також {\displaystyle p\equiv 2\ {\text{mod}}\ 3}.

Коректність Алгоритму А:
Необхідно перевірити лише те, що {\displaystyle q\mid p^{2}-p+1}, оскільки всі решта властивостей очевидно виконані через специфіку вибору {\displaystyle p} і {\displaystyle q}.
Неважко помітити, що {\displaystyle p^{2}-p+1=r^{2}+2rkq+k^{2}q^{2}-r-kq+1=r^{2}-r+1+q(2rk+k^{2}q-k)=q(1+2rk+k^{2}q-k)}, отже {\displaystyle q\mid p^{2}-p+1}.
Алгоритм А дуже швидкий, однак може бути небезпечним, оскільки вразливий щодо атаки з використанням решета числового поля.
Цього недоліку позбавлений повільніший Алгоритм Б.
Алгоритм Б
1. Виберемо просте число {\displaystyle q} довжиною в {\displaystyle Q} біт, таке, що {\displaystyle q\equiv 7\ {\text{mod}}\ 12}.
2. Знайдемо корені {\displaystyle r_{1}} і {\displaystyle r_{2}}{\displaystyle X^{2}-X+1\ {\text{mod}}\ q}.
3. Знайдемо {\displaystyle k\in \mathbb {Z} } таке, що {\displaystyle p=r_{i}+k\cdot q}, {\displaystyle p} — просте {\displaystyle P} -бітове число і при цьому {\displaystyle p\equiv 2\ {\text{mod}}\ 3} для {\displaystyle i\in \{1,2\}}

Коректність Алгоритму Б:
Як тільки ми вибираємо {\displaystyle q\equiv 7\ {\text{mod}}\ 12}, автоматично виконується умова {\displaystyle q\equiv 1\ {\text{mod}}\ 3} (оскільки {\displaystyle 7\equiv 1\ {\text{mod}}\ 3} і {\displaystyle 3\mid 12}). З цього твердження і квадратичного закону взаємності випливає, що корені {\displaystyle r_{1}} і {\displaystyle r_{2}} існують.
Щоб перевірити, що {\displaystyle q\mid p^{2}-p+1} знову розглянемо {\displaystyle p^{2}-p+1} для {\displaystyle r_{i}\in \{1,2\}} і зауважимо, що {\displaystyle p^{2}-p+1=r_{i}^{2}+2r_{i}kq+k^{2}q^{2}-r_{i}-kq+1=r_{i}^{2}-r_{i}+1+q(2rk+k^{2}q-k)=q(2rk+k^{2}q-k)}. Тобто {\displaystyle r_{1}} і {\displaystyle r_{2}} — корені {\displaystyle X^{2}-X+1} і, отже, {\displaystyle q\mid p^{2}-p+1}.

### Вибір підгрупи
У попередньому розділі ми знайшли розміри {\displaystyle p} і {\displaystyle q} скінченного поля {\displaystyle GF(p^{6})} і мультиплікативної підгрупи в {\displaystyle GF(p^{6})^{*}}. Тепер слід знайти підгрупу {\displaystyle \langle g\rangle } в {\displaystyle GF\!\ (p^{6})^{*}} для деяких {\displaystyle g\in GF(p^{6})} таких, що {\displaystyle \mid \!\!\langle g\rangle \!\!\mid =q}. Однак, необов'язково шукати явний елемент {\displaystyle g\in GF(p^{6})}, досить знайти елемент {\displaystyle c\in GF(p^{2})} такий, що {\displaystyle c=Tr(g)} для елемента {\displaystyle g\in GF(p^{6})} порядку {\displaystyle q}. Але при цьому {\displaystyle Tr(g)}, генератор {\displaystyle g} XTR-групи може бути знайдений шляхом знаходження кореня {\displaystyle F(Tr(g),\ X)}. Щоб знайти це {\displaystyle c}, розглянемо властивість 5 {\displaystyle F(c,\ X)}. Знайшовши таке {\displaystyle c} слід перевірити, чи дійсно воно має порядок {\displaystyle q}, проте спочатку потрібно вибрати {\displaystyle c\in GF(p^{2})}, таке, що {\displaystyle F(c,\ X)} — незвідне. Найпростіший підхід в тому, щоб вибирати {\displaystyle c\in GF(p^{2})\backslash GF(p)} випадковим чином.
Лема: Для випадково вибраного {\displaystyle c\in GF(p^{2})} ймовірність, що {\displaystyle F(c,\ X)=X^{3}-cX^{2}+c^{p}X-1\in GF(p^{2})[X]} — є незвідним, більша 1/3.
Базовий алгоритм для пошуку {\displaystyle Tr(g)}:
1. Виберемо випадкове {\displaystyle c\in GF(p^{2})\backslash GF(p)}.
2. Якщо {\displaystyle F(c,\ X)} — звідне, повернемося на перший крок.
3. Скористаємося алгоритмом для пошуку {\displaystyle S_{n}(c)}. Знайдемо {\displaystyle d=c_{(p^{2}-p+1)/q}}.
4. Якщо {\displaystyle d} має порядок не рівний {\displaystyle q}, повернемося на перший крок.
5. Нехай {\displaystyle Tr(g)=d}.

Даний алгоритм обчислює елемент поля {\displaystyle GF(p^{2})} еквівалентний {\displaystyle Tr(g)} для деяких {\displaystyle g\in GF(p^{6})} порядку {\displaystyle q}.

## Приклади
Припустимо, Аліси і Боб мають відкритий XTR-ключ {\displaystyle \left(p,q,Tr(g)\right)} і вони хочуть згенерувати спільний закритий ключ {\displaystyle K}.
1. Аліса вибирає випадкове число {\displaystyle a\in \mathbb {Z} } таке, що {\displaystyle 1<a<q-2}, обчислює {\displaystyle S_{a}(Tr(g))=\left(Tr(g^{a-1}),Tr(g^{a}),Tr(g^{a+1})\right)\in GF(p^{2})^{3}} і посилає {\displaystyle Tr(g^{a})\in GF(p^{2})} Бобу.
2. Боб отримує {\displaystyle Tr(g^{a})} від Аліси, вибирає випадкове {\displaystyle b\in \mathbb {Z} } таке, що {\displaystyle 1<b<q-2}, обчислює {\displaystyle S_{b}(Tr(g))=\left(Tr(g^{b-1}),Tr(g^{b}),Tr(g^{b+1})\right)\in GF(p^{2})^{3}} і посилає {\displaystyle Tr(g^{b})\in GF(p^{2})} Алісі.
3. Аліса отримує {\displaystyle Tr(g^{b})} від Боба, обчислює {\displaystyle S_{a}(Tr(g^{b}))=\left(Tr(g^{(a-1)b}),Tr(g^{ab}),Tr(g^{(a+1)b})\right)\in GF(p^{2})^{3}} і отримує {\displaystyle Tr(g^{ab})\in GF(p^{2})} — закритий ключ {\displaystyle K}.
4. Так само, Боб обчислює {\displaystyle S_{b}(Tr(g^{a}))=\left(Tr(g^{a(b-1)}),Tr(g^{ab}),Tr(g^{a(b+1)})\right)\in GF(p^{2})^{3}} і отримує {\displaystyle Tr(g^{ab})\in GF(p^{2})} — закритий ключ {\displaystyle K}.

### Схема Ель-Гамаля
Припустимо, Аліса має частину публічного ключа XTR: {\displaystyle (p,q,Tr(g))}. Аліса вибирає секретне ціле число {\displaystyle k} і обчислює і публікує {\displaystyle Tr(g^{k})}. Отримавши публічний ключ Аліси {\displaystyle \left(p,q,Tr(g),Tr(g^{k})\right)}, Боб може зашифрувати повідомлення {\displaystyle M}, Призначене Алісі, використовуючи такий алгоритм:
1. Боб вибирає випадкове {\displaystyle b\in \mathbb {Z} } таке, що {\displaystyle 1<b<q-2} і обчислює {\displaystyle S_{b}(Tr(g))=\left(Tr(g^{b-1}),Tr(g^{b}),Tr(g^{b+1})\right)\in GF(p^{2})^{3}}.
2. Потім Боб обчислює {\displaystyle S_{b}(Tr(g^{k}))=\left(Tr(g^{(b-1)k}),Tr(g^{bk}),Tr(g^{(b+1)k})\right)\in GF(p^{2})^{3}}.
3. Боб визначає симетричний ключ {\displaystyle K} на основі {\displaystyle Tr(g^{bk})\in GF(p^{2})}.
4. Боб шифрує повідомлення {\displaystyle M} ключем {\displaystyle K}, отримуючи зашифроване повідомлення {\displaystyle E}.
5. Пару {\displaystyle (Tr(g^{b}),\ E)} Боб посилає Алісі.

Отримавши пару {\displaystyle (Tr(g^{b}),\ E)}, Аліса розшифровує її таким чином:
1. Аліса обчислює {\displaystyle S_{k}(Tr(g^{b}))=\left(Tr(g^{b(k-1)}),Tr(g^{bk}),Tr(g^{b(k+1)})\right)\in GF(p^{2})^{3}}.
2. Аліса визначає симетричний ключ {\displaystyle K} на основі {\displaystyle Tr(g^{bk})\in GF(p^{2})}.
3. Знаючи, що алгоритм шифрування повідомлення — симетричний, Аліса ключем {\displaystyle K} розшифровує {\displaystyle E}, отримуючи початкове повідомлення {\displaystyle M}.

Таким чином, повідомлення надіслано.